# Tageteae
Tageteae és una tribu de la subfamília de les asteròidies (Asteroideae).

## Particularitats
Totes les espècies de Tageteae provenen d'Amèrica.
Alguns autors classifiquen aquestes plantes com a part de la tribu Heliantheae.

## Gèneres
Compta amb els gèneres següents:
| - Adenopappus - Adenophyllum - Arnicastrum - Bajacalia - Boeberastrum - Boeberoides - Chrysactinia - Clappia - Comaclinium - Coulterella - Dysodiopsis - Dyssodia - Flaveria - Gymnolaena - Haploesthes - Harnackia - Hydrodyssodia - Hydropectis | - Jamesianthus - Jaumea - Lescaillea - Leucactinia - Nicolletia - Oxypappus - Pectis - Porophyllum - Pseudoclappia - Sartwellia - Schizotrichia - Strotheria - Tagetes - Thymophylla - Urbinella - Varilla - Vilobia |